# Jacob Struve

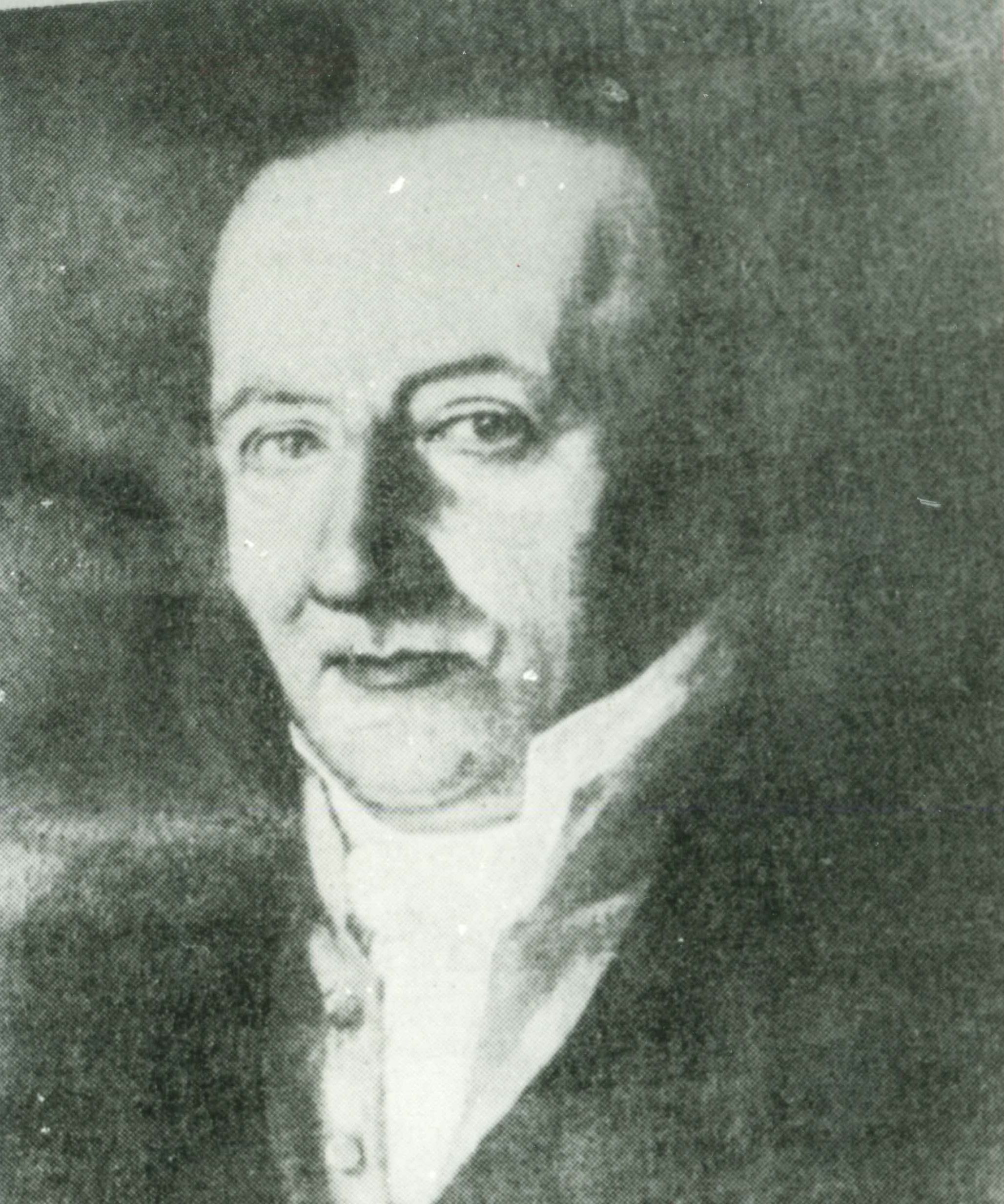
Jacob Struve

Jacob Struve (* 21. November 1755 in Horst (Holstein); † 2. April 1841 in Altona/Elbe) war ein deutscher Gymnasiallehrer und Mathematiker.

## Leben
Struve war das vierte Kind des Maurers Johann Struve (um 1710–1778) und seiner Frau Abel, geborene Strüven (1719–1762). Er sollte Landwirt werden. Als er neun Jahre alt war,  schickte sein Vater ihn im Winter, wenn die Arbeit auf den Feldern ruhte, zum Unterricht. Der Lehrer Carsten Warnholz erkannte Jacobs mathematische Begabung. Mit knapp 16 Jahren bestand Jacob Struve die Aufnahmeprüfung am Altonaer Gymnasium. Nach dem Abschluss 1775 ging er an die Göttinger Universität.
Zwei Jahre nach dem Tod seines Vaters erhielt der junge Struve 1780 seine erste selbständige Stellung als Konrektor der lateinischen Schule in Harburg. 1783 wurde er Professor und Rektor des Gymnasiums Adolfinum Bückeburg. Im Jahre 1785 wechselte er als  Rektor und Professor an das Gymnasium hinter der Marktkirche in Hannover. In dieser Zeit erschien 1789 sein Leitfaden für den Unterricht in Mathematik auf Schulen und Gymnasien.
1791 zog es ihn zurück nach Altona, wo er zum zweiten Professor jenes Gymnasiums berufen wurde, an dem vor 20 Jahren seine eigene Studienzeit begonnen hatte. 1794 wurde Struve dort erster Direktor und Bibliothekar. Bis 1826 unterrichtete er in der Selecta, der höchsten Klasse des Gymnasiums in Altona, die alten Sprachen Latein, Griechisch und Hebräisch, sowie Dogmatik und Exegese. 1827 ging er in den Ruhestand. 1808 erschien sein Lehrbuch Arithmetik in Altona.
Jacob Struves Altonaer Zeit war von wissenschaftlicher Arbeit geprägt, gewürdigt unter anderem durch die Ernennung zum Dr. phil. h. c. der Kieler Universität im Jahr 1813. 1829 wurde ihm der Titel Justizrat verliehen.
Jacob Struve hatte aus seiner 1783 mit Maria Emerentia Struve, geborene Wiese (1761–1847), geschlossenen Ehe 14 Kinder, von denen sieben das frühe Kindheitsalter überlebten, darunter der Astronom Friedrich Georg Wilhelm Struve, der Philologe Karl Ludwig Struve und der Arzt Ludwig August Struve.
Nach Jacob Struve ist unter anderem eine Schule in Horst (Holstein) benannt, die Jacob-Struve-Schule.